# لوکاس بالدانسیل
لوکاس بالدانسیل (انگلیسی: Lucas Baldunciel؛ زادهٔ ۲۲ مارس ۱۹۹۲) بازیکن فوتبال اهل آرژانتین است.